# Bruitismus

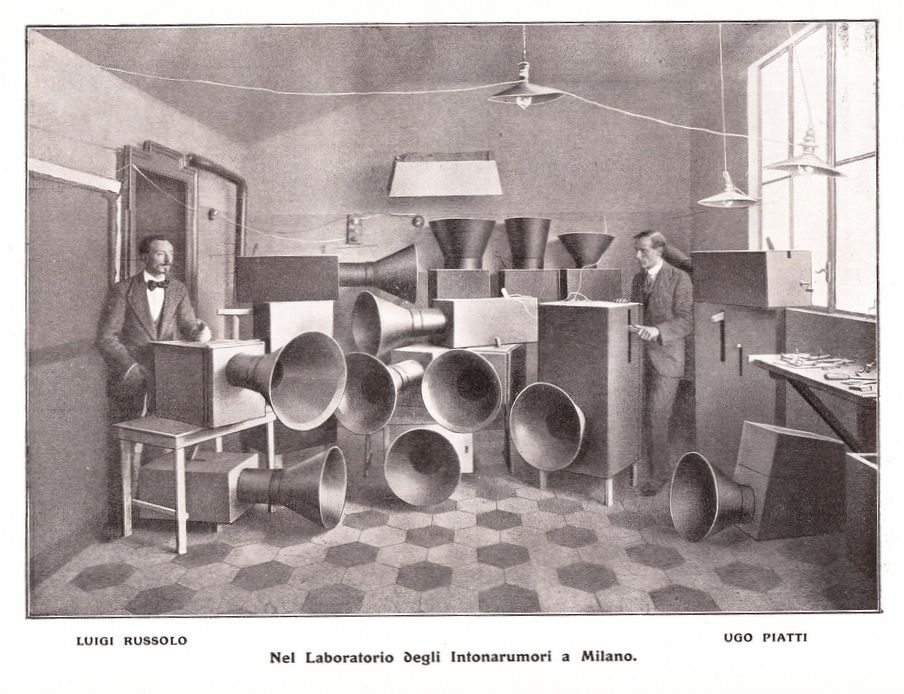
Geräuschinstrumente von Luigi Russolo für bruitistische Musik, 1913

Als Bruitismus, vom französischen bruit (deutsch: Lärm, Geräusch), im Italienischen Rumorismo genannt, wird die Stilrichtung der Musik bezeichnet, die innerhalb des italienischen Futurismus nach 1909 geprägt wurde. Der Bruitismus war die provokative Antwort der musikalischen Avantgarde auf die als zu sanft, ätherisch und immateriell aufgefasste Musik des Impressionismus. Hauptvertreter dieses Stils, der bis heute in der Neuen Musik in Teilen nachwirkt und präsent ist, waren Francesco Balilla Pratella und Luigi Russolo.

## Geschichte
Versuche, Geräusche effektvoll in Kompositionen einzuarbeiten, gab es schon seit Jahrhunderten. So integrierte die programmmusikalische Bataille Schlachtenlärm in die Musik. Ein Beispiel aus dem 19. Jahrhundert ist Tschaikowskis Orchesterwerk Ouvertüre 1812, in dem Kanonenschüsse mit bestimmten Instrumenten simuliert werden sollen. In der Zeit vor dem Ersten Weltkrieg herrschte in der Kunst ein Glaube an die fortschrittliche Technik, die auch in die Musik Einzug halten sollte. Alltagsgeräusche der Straße, von Lokomotiven, Autos, Flugzeugen und Maschinen, später auch Kampfgeräusche des Krieges, sollten in die Kompositionen einbezogen werden. Die bruitistische Musik lehnte die bürgerliche Kultur ab und vertrat in ihrer radikalen Haltung eine Avantgarde, die dem Krieg, und später dem Faschismus durchaus positiv gegenüber stand. Postuliert wurde der Bruitismus am 11. März 1913 in dem Manifest Die Kunst der Geräusche (italienisch L'arte dei rumori), verfasst von Luigi Russolo. Angelehnt an die früheren Betrachtungen von Filippo Tommaso Marinetti und Ferruccio Busoni entstand ein völlig neues Musikkonzept, das nichts mehr mit der traditionellen Musikauffassung gemein hat und klassische instrumental erzeugte Tonkombinationen und maschinenhafte Geräusche als gleichberechtigt definiert, wobei allerdings gefordert wurde, diese Geräusche künstlerisch aufzubereiten. Einher ging dieses Konzept mit einer speziellen Enharmonik, die der Musiker und Schriftsteller Francesco Balilla Pratella 1911 erdacht und in den Futurismus eingeführt hatte. Obwohl das futuristische Konzept als gescheitert zu betrachten ist, wirken bruitistische Elemente bis in die musikalische Gegenwart der Neuen Musik, und auch in der harten Rock- und Popmusik in allen ihren Ausprägungen und in modernen Klanginstallationen, nach.

## Instrumentarium des Bruitismus
Die von den bekannten Komponisten der Epoche bevorzugte Instrumentierung für bruitistische Effekte waren Schlaginstrumente, umfangreiche Blechbläsergruppen und eine ausgeprägte Dynamik und meist  ein hohes Tempo, wie es der Hektik der modernen Großstadt entsprach. Die italienischen Intonarumori („Geräuscherzeuger“), 1913 entworfen von Luigi Russolo, waren ein Symbol des „Bruitismus“, wurden aber von den etablierten Komponisten eher nicht verwendet. Russolo hingegen sah in ihnen die Zukunft des Orchesters. Zusammen mit seinem Kollegen Ugo Piatti hatte er 1913 21 Instrumente gebaut. In seinem Manifest zählt er die Geräte, die verschiedene Tonlagen hatten, auf:
- Drei Ululatori (Heuler) in den Tonlagen basso, medio und acuto (schrill)
- Drei Rombatori (Brüller, Dröhner) basso, medio und acuto
- Vier Crepitarori (Klirrer) basso, medio, acuto und più acuto (noch schriller)
- Drei Stroppicciatori (Knisterer, Scharrer) basso, medio und acuto
- vier verschiedene Scoppiatori (Knaller, Knatterer, zum Nachahmen von Verbrennungsmotoren) basso und medio
- Einen Ronzatoro (Summer)
- Zwei Gorgogliatori (Gurgler) basso und medio
- Einen Sibilatoro (Zischer)

Diese Instrumente verfügten teilweise über einen elektrischen Antrieb, sonst über eine Handkurbel und konnten stufenlos in Tonhöhe und Lautstärke reguliert werden. Sie entsprachen damit weitgehend der Vorstellung der „bruitistischen Enharmonik“.

## Beispiele fürbruitistischeMusik und Beispiele ihrer Vertreter
Igor Strawinskys Le sacre du printemps, später auch Werke von Edgar Varèse, dann aus dem elektronischen Bereich die Musique concrète, sind Beispiele für eine Musik mit „bruitistischen“ Elementen. Der geräuschartige Charakter wird meist mit konventionellen Instrumenten erzeugt. Bruitistische Elemente sind aber auch bei Ravel (L'Enfant et les sortilèges), Hindemith (Ragtime) und anderen gemäßigten Komponisten der Epoche zu finden. In der Partitur von Erik Saties fünfzehnminütigem Ballett Parade erscheinen jedoch zahlreiche rein „bruitistische“ Spielanweisungen, die dem Stück überhaupt erst den avantgardistischen Charakter gaben und zur Ablehnung bei Publikum und Kritik führte. In späteren Zeiten nutzten beispielsweise John Cage (4′33″ („Viereinhalbminutenschweigen“), Williams Mix) und Bill Fontana in synthetischer, elektronischer Klangerzeugung „bruitistische“ Prinzipien. Karlheinz Stockhausens Werk Elektronische Studie I fußt auf Sinustönen, die im Verhältnis zur Tonlänge stehen. Ein bruitistisches Werk der Musique concrète mit dem Titel Concert de bruits schuf Pierre Schaeffer und verwandte die Geräusche einer Zugfahrt und von Essgeschirr. Geräusch und Lärm zu differenzieren, versuchte 1964 Luigi Nono mit seinem Werk La fabbrica illuminata, das darüber hinaus eine sozialkritische politische Komponente aufweist. Steve Reich integrierte die elektronisch verzerrte menschliche Stimme in seinem Werk Come out von 1966, das auf der mitgeschnittenen Aussage einer jugendlichen Mörderin basiert. John Lennon und Yoko Ono schließlich verwandten in ihrem Hit Revolution 9, einem experimentellen Stück der Beatles von 1968, eine Geräuschcollage. Jean Tinguely, als moderner Vertreter einer Maschinenkunst, ist durchaus dieser Richtung zuzurechnen. Weitere Beispiele einer „bruitistischen“ Musikauffassung sind das Hafler Trio, die Band Esplendor Geométrico oder die Synthie-Pop-Gruppe The Art of Noise.

## Abgrenzung zum Noise
Abzugrenzen ist der Bruitismus von dem Musikgenre Noise, das Geräuschen und Lärm eine andere Bedeutung gibt, als der Bruitismus des frühen 20. Jahrhunderts fordert. Zum Noise gehören neben dem klassischen Rock-Band-Instrumentarium mit seinen E-Gitarren auch stark übersteuerte Verstärker und Synthesizer, deren Lärm den menschlichen Körper durchdringen, angreifen und traumatisieren sollte.